# Clarkior
Clarkior (Clarkia) är ett släkte av dunörtsväxter. Clarkior ingår i familjen dunörtsväxter.

## Bildgalleri

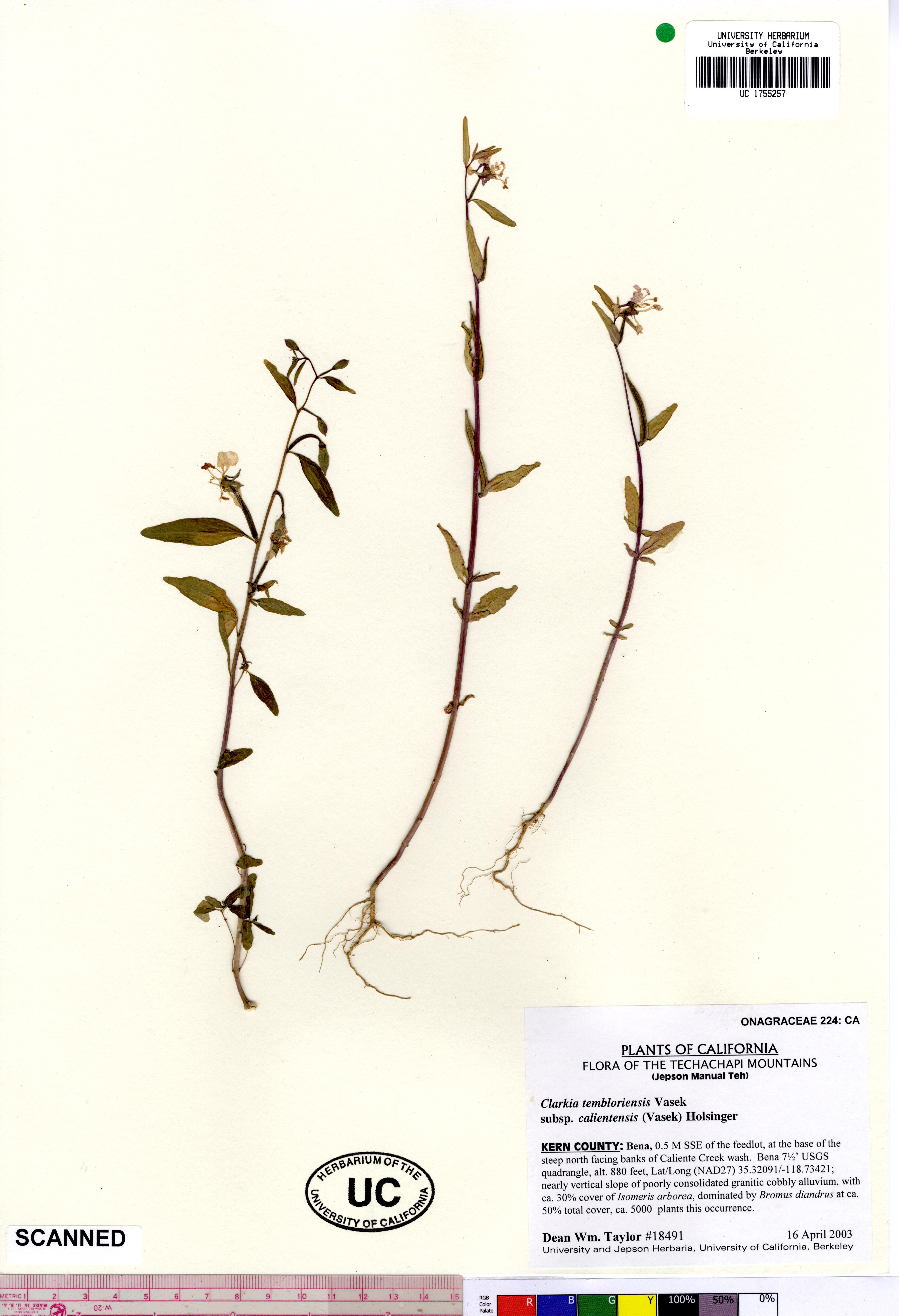
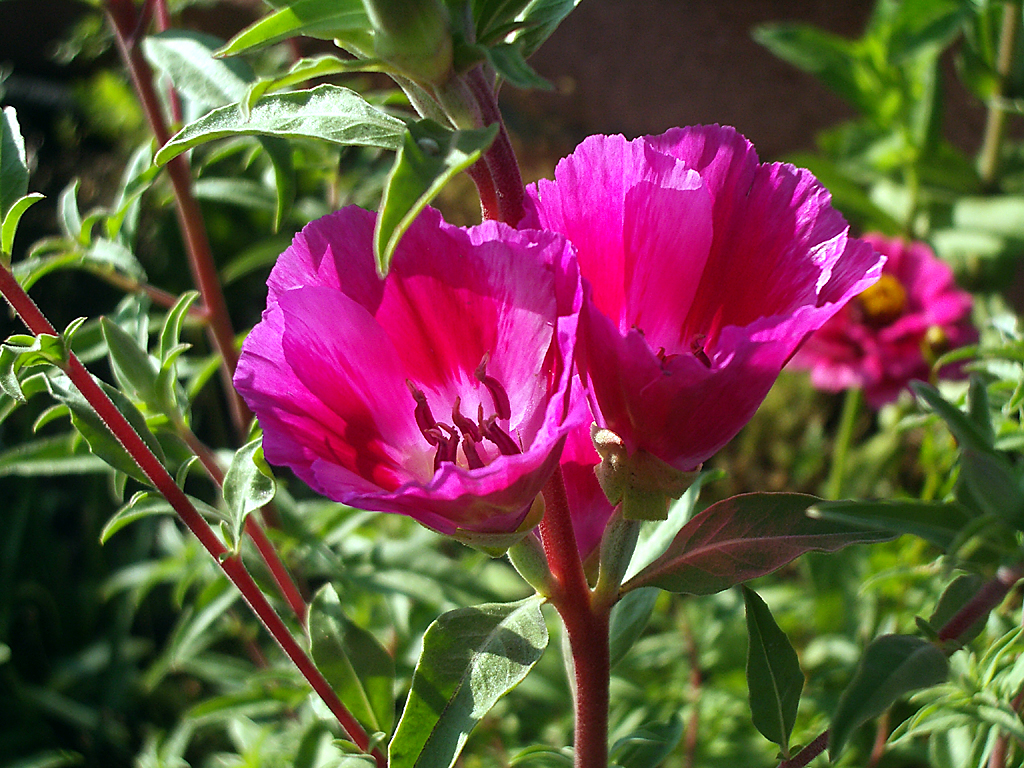
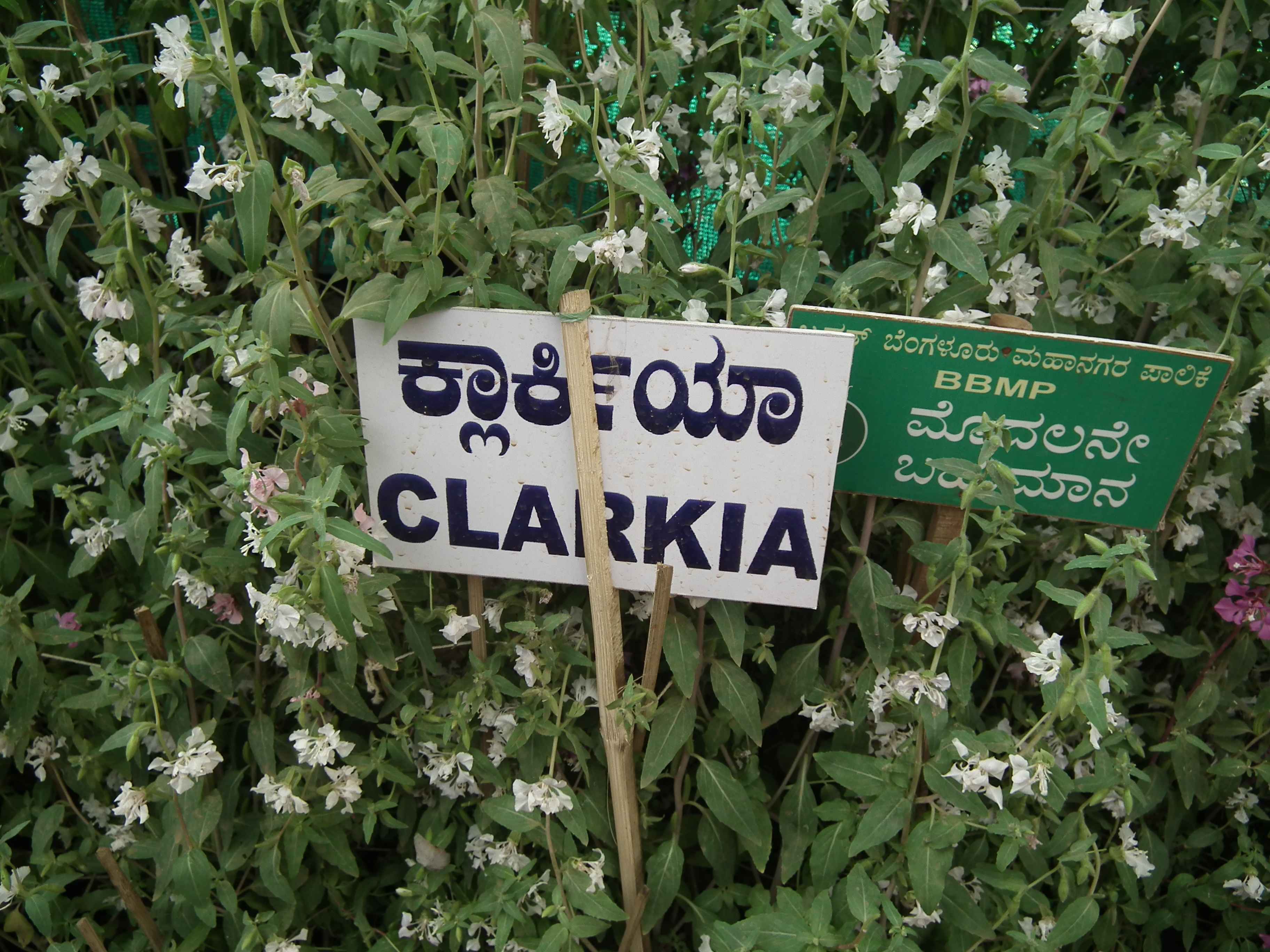
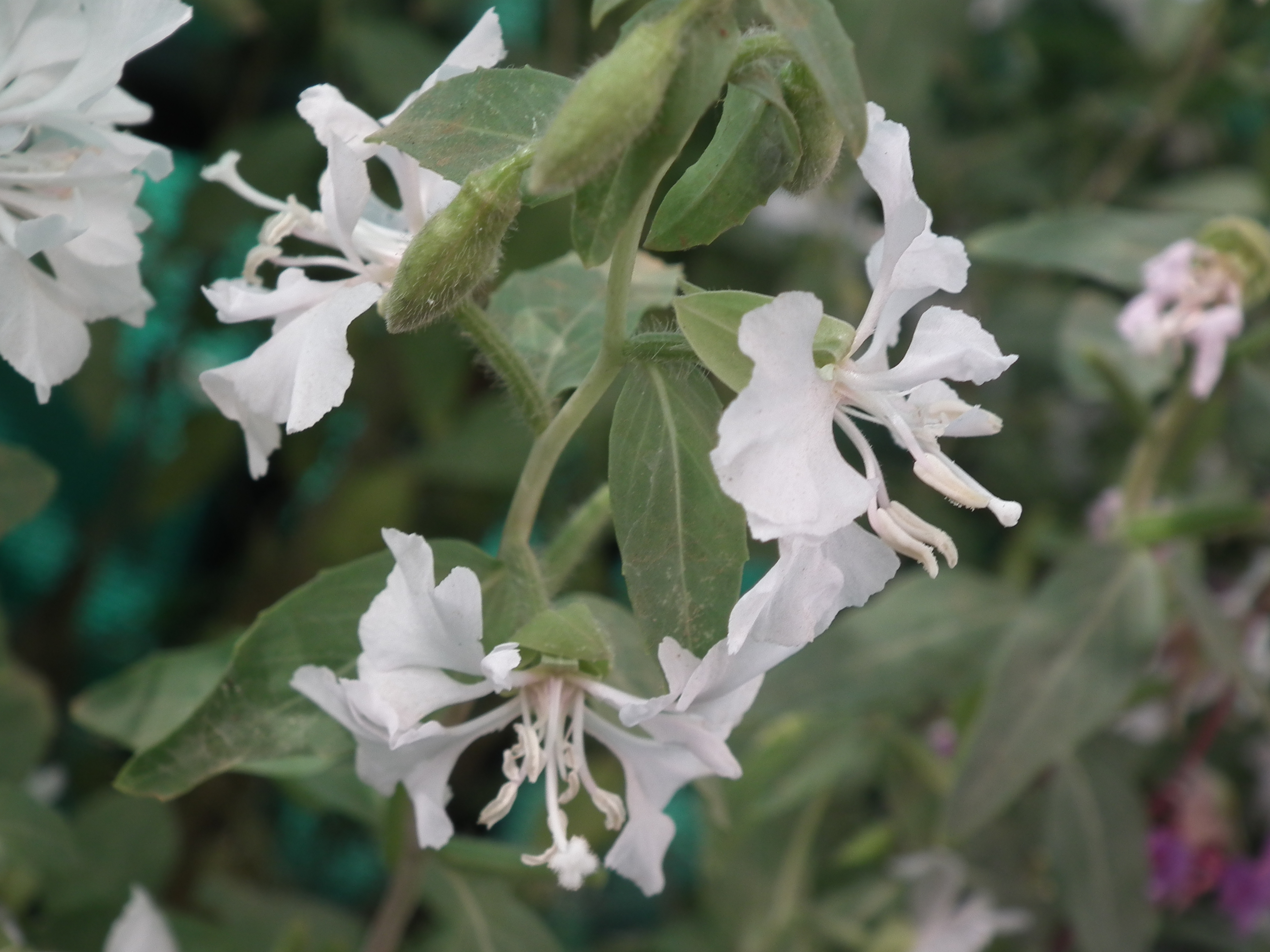
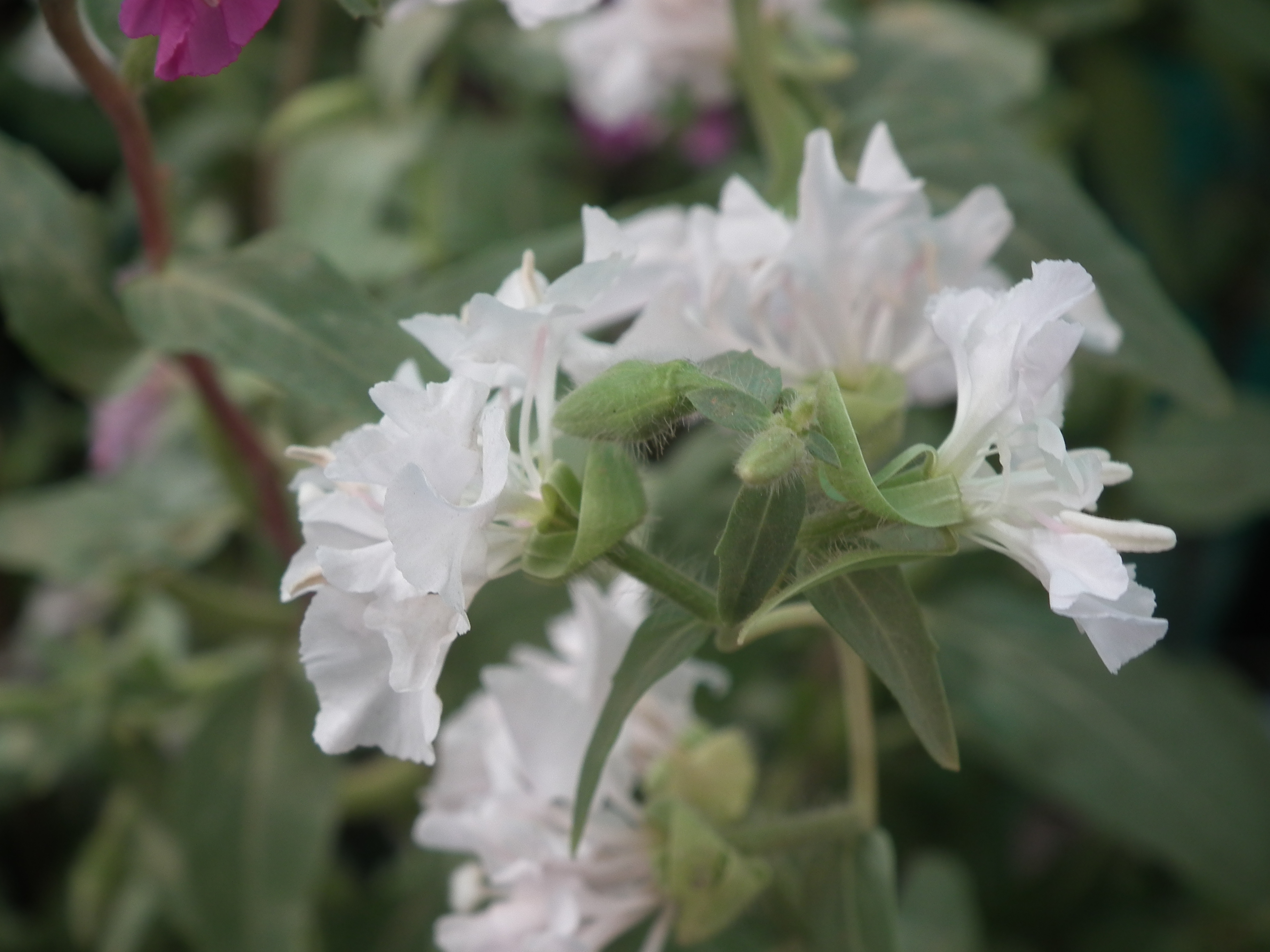
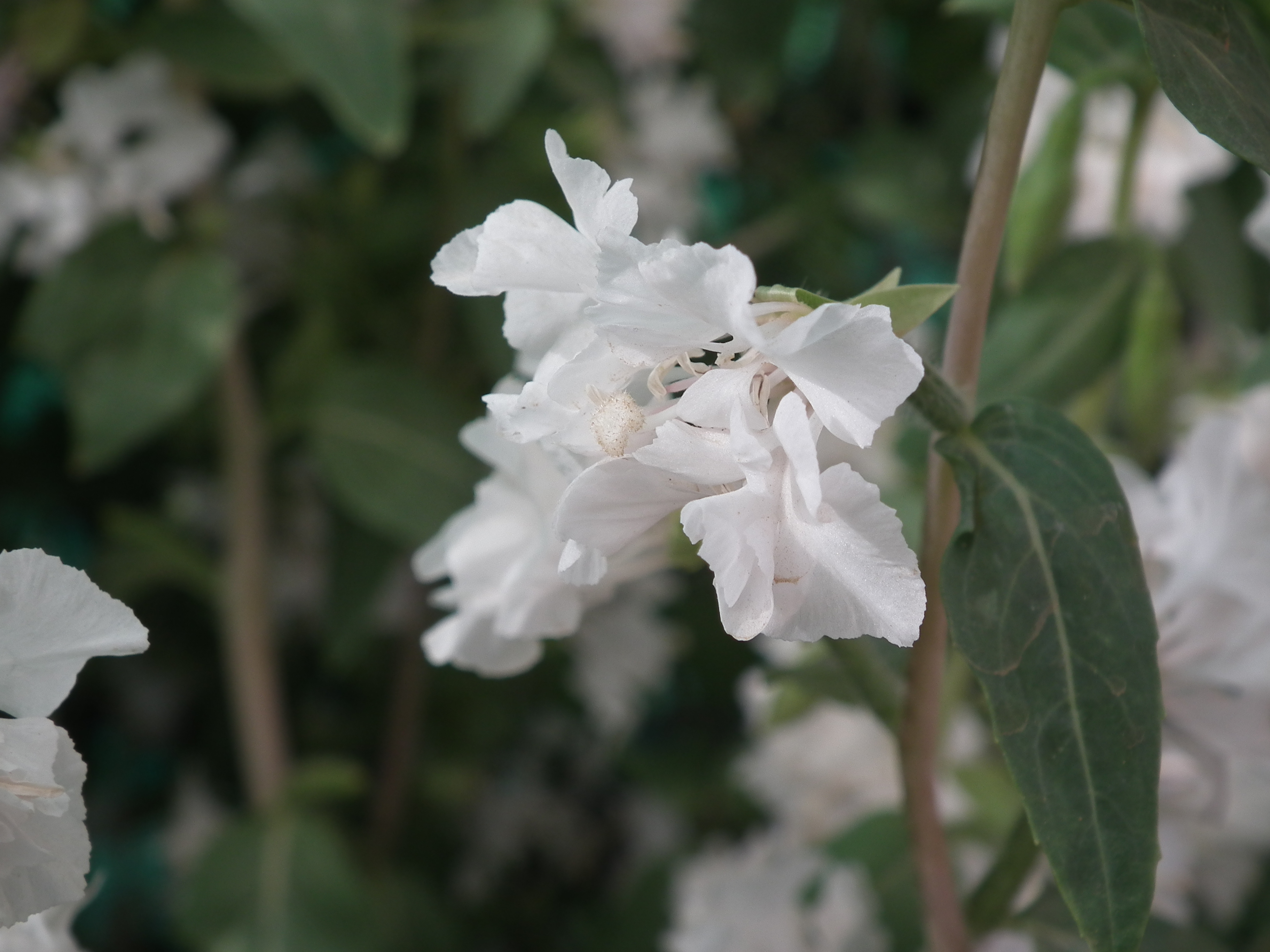

## Dottertaxa till Clarkior, i alfabetisk ordning[1]
- Clarkia affinis
- Clarkia amoena
- Clarkia arcuata
- Clarkia biloba
- Clarkia borealis
- Clarkia bottae
- Clarkia breweri
- Clarkia concinna
- Clarkia cylindrica
- Clarkia davyi
- Clarkia delicata
- Clarkia dudleyana
- Clarkia epilobioides
- Clarkia exilis
- Clarkia franciscana
- Clarkia gracilis
- Clarkia heterandra
- Clarkia imbricata
- Clarkia jolonensis
- Clarkia lassenensis
- Clarkia lewisii
- Clarkia lingulata
- Clarkia mildrediae
- Clarkia modesta
- Clarkia mosquinii
- Clarkia prostrata
- Clarkia pulchella
- Clarkia purpurea
- Clarkia rhomboidea
- Clarkia rostrata
- Clarkia rubicunda
- Clarkia similis
- Clarkia speciosa
- Clarkia springvillensis
- Clarkia stellata
- Clarkia tembloriensis
- Clarkia tenella
- Clarkia unguiculata
- Clarkia williamsonii
- Clarkia virgata
- Clarkia xantiana